# Phanoxyla jordani
Phanoxyla jordani är en fjärilsart som beskrevs av Charles Oberthür 1904. Phanoxyla jordani ingår i släktet Phanoxyla och familjen svärmare. Inga underarter finns listade i Catalogue of Life.